# Itersonilia pastinacae
Itersonilia pastinacae är en svampart som beskrevs av Channon 1963. Itersonilia pastinacae ingår i släktet Itersonilia och familjen Cyfstofilobasidiaceae.   Inga underarter finns listade i Catalogue of Life.